# Zhang Yali
Zhang Yali (chinois : 张亚黎 ; chinois traditionnel : 張亞黎 ; pinyin : Zhāng Yàlí), née le 24 février 1964, est une ancienne rameuse chinoise. Elle est médaillée de bronze aux Jeux de 1988.

## Carrière
Zhang Yali remporte une médaillée de bronze en huit aux Jeux de 1988.

## Palmarès

### Jeux olympiques
- Jeux olympiques d'été de 1988 à Séoul ( Corée du Sud) :
  -  médaille de bronze en huit